# Graxaria

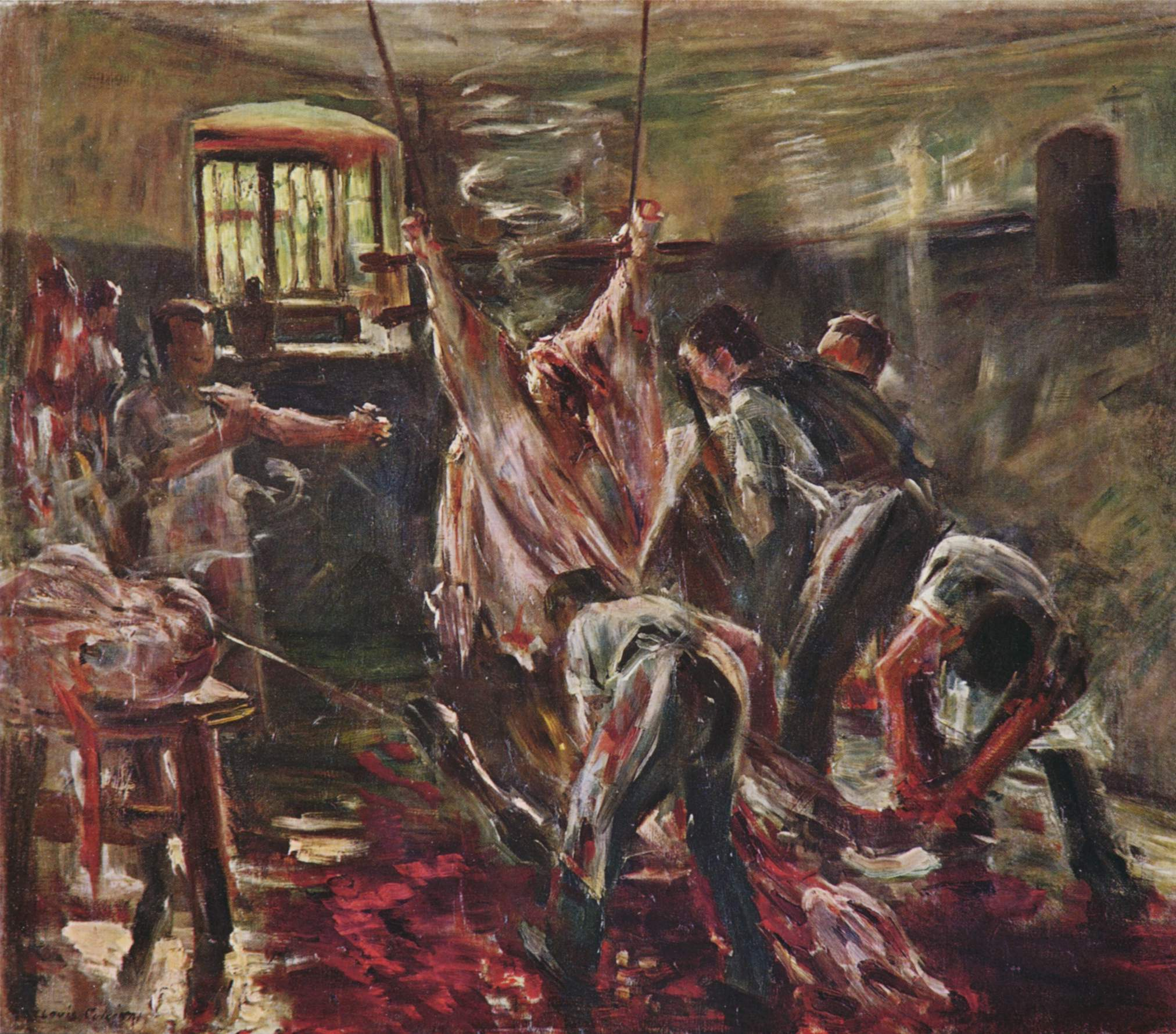
"No Abatedouro", de Lovis Corinth, 1893.

A graxaria é a atividade de coleta e reciclagem dos restos de animais gerados pelos abatedouros, açougues e frigoríficos, especialmente de animais como bois e aves. Por se tratar de um material rico em proteínas e minerais, tais restos são comumente empregados na produção de ração para animais de estimação, bem como na utilização em produtos de consumo para humanos, em setores de cosméticos, produtos de higiene e limpeza. Os principais produtos produzidos pelas graxarias são o sebo ou gordura animal, que é empregado na indústria de sabões e sabonetes, de rações animais e para a indústria química, bem como as farinhas de carne e ossos, empregadas de modo mais específico para as rações animais.

## Graxarias no Brasil
No Brasil, em cidades como Descalvado, conhecida anteriormente como a "capital do frango de corte", diversas empresas de ração para animais se instalaram na localidade, como a Royal Canin e a SPF Brasil, por exemplo, aproveitando-se da das atividades de graxaria propiciadas pelos rejeitos do abate de frango.